# Castrillón
Castrillón – gmina w Hiszpanii, w prowincji Asturia, w Asturii, o powierzchni 55,34 km². W 2011 roku gmina liczyła 22 950 mieszkańców.